# Oranger des Osages
Maclura pomifera
Espèce
Classification phylogénétique
L'Oranger des Osages (Maclura pomifera ; syn. Maclura aurantiaca) est une espèce d'arbres originaire d'Amérique du Nord appartenant à la famille des Moraceae et qui, malgré son nom commun en français, n'a rien d'un agrume, si ce n'est son fruit ressemblant à une orange verte.
Le botaniste américain Thomas Nuttall (1786-1859) lui a attribué l'épithète spécifique aurantiaca, qui veut dire orangé. Mentionnée par William Dunbar et George Hunter en 1804 lors de leur voyage dans le bassin du Mississippi, cette espèce fut introduite en France en 1812 pour son feuillage proche de celui du mûrier, dont on pensait faire la nourriture des vers à soie dans les régions trop froides pour la culture du mûrier, car l'espèce est rustique et fructifie jusque sous le climat de Paris. Ces essais furent vite abandonnés et on ne le planta plus guère que pour l'ornement.
Le nom commun vient de la tribu amérindienne des Osages, qui occupait la zone où pousse cet arbre.
Cette plante est également connue sous le synonyme de Maclure épineux et Bois d'arc (nom désignant aussi d'autres espèces d'arbres).

## Description

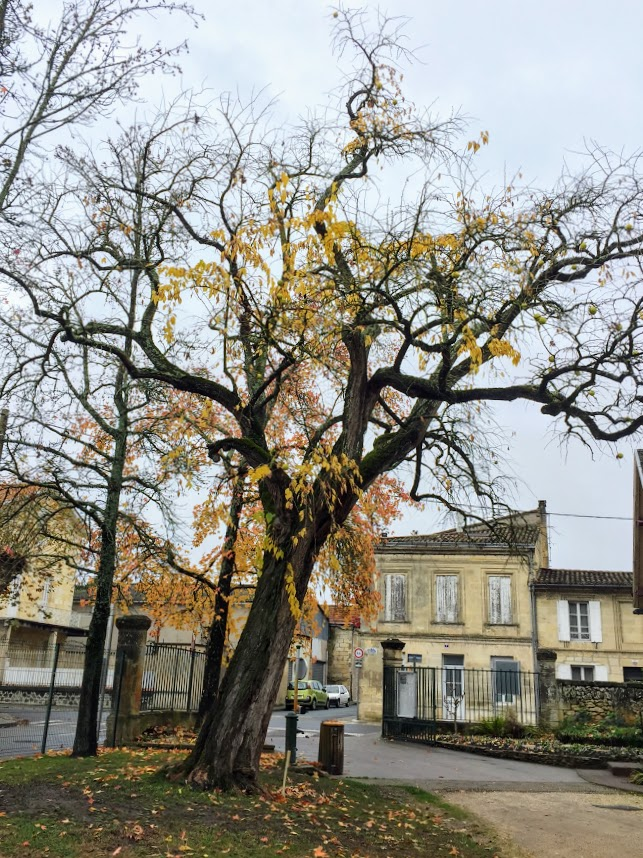
Maclura pomifera au parc de l'épinette à Libourne.
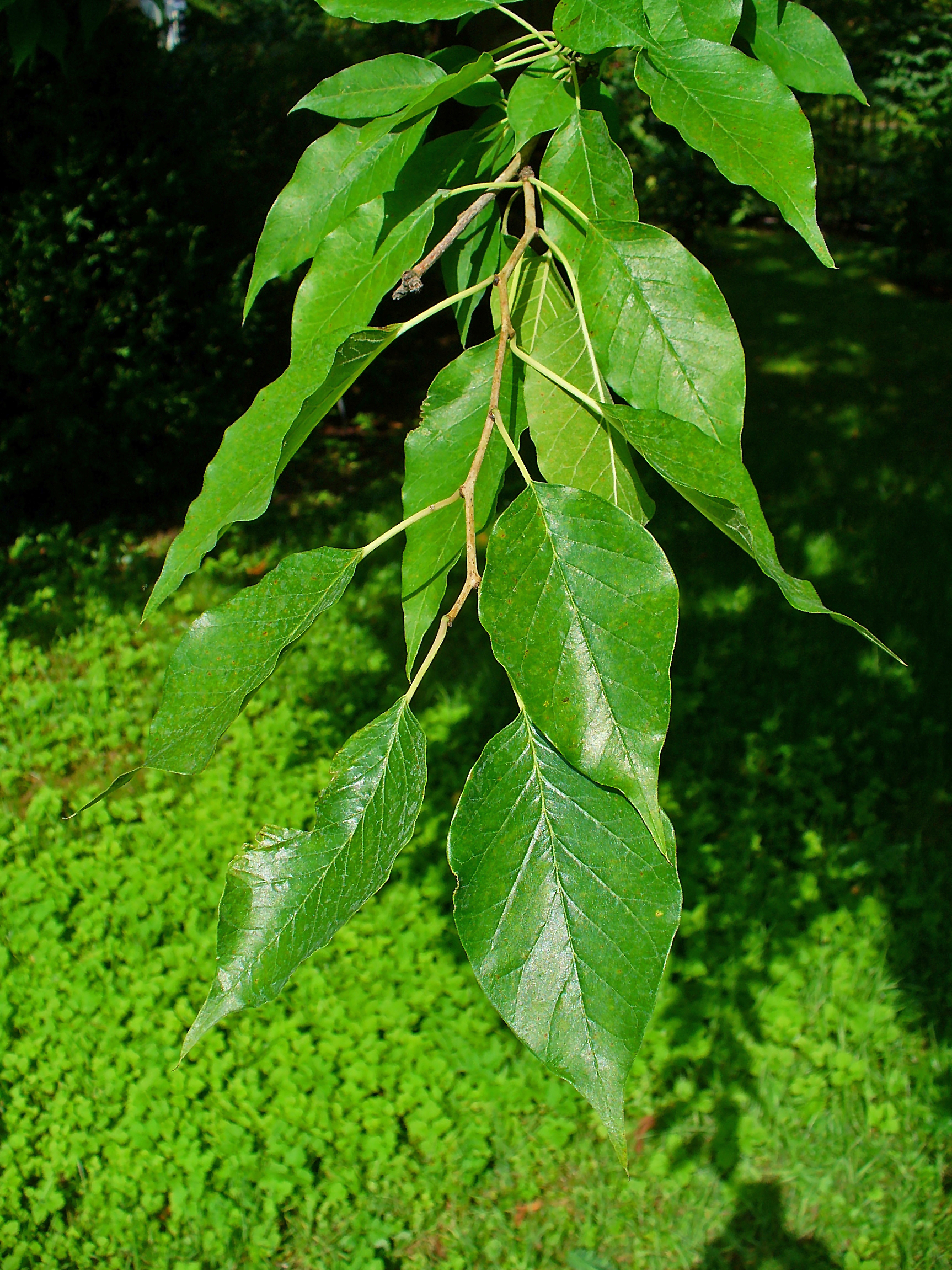
Feuilles.

C'est une espèce dioïque d'arbre à port arrondi pouvant mesurer jusqu'à 18 m de haut. Le tronc est généralement court. L'écorce mature de l'arbre est grise orangé, profondément sillonnée et écailleuse.
Ses feuilles vertes, caduques et simples sont alternes. Elles mesurent 8 à 13 centimètres de long et 5 à 8 centimètres de large et sont épaisses et fermes. Les aisselles des feuilles contiennent des épines redoutables de 2,5 cm de long à maturité. Les feuilles virent au jaune en automne.

## Reproduction

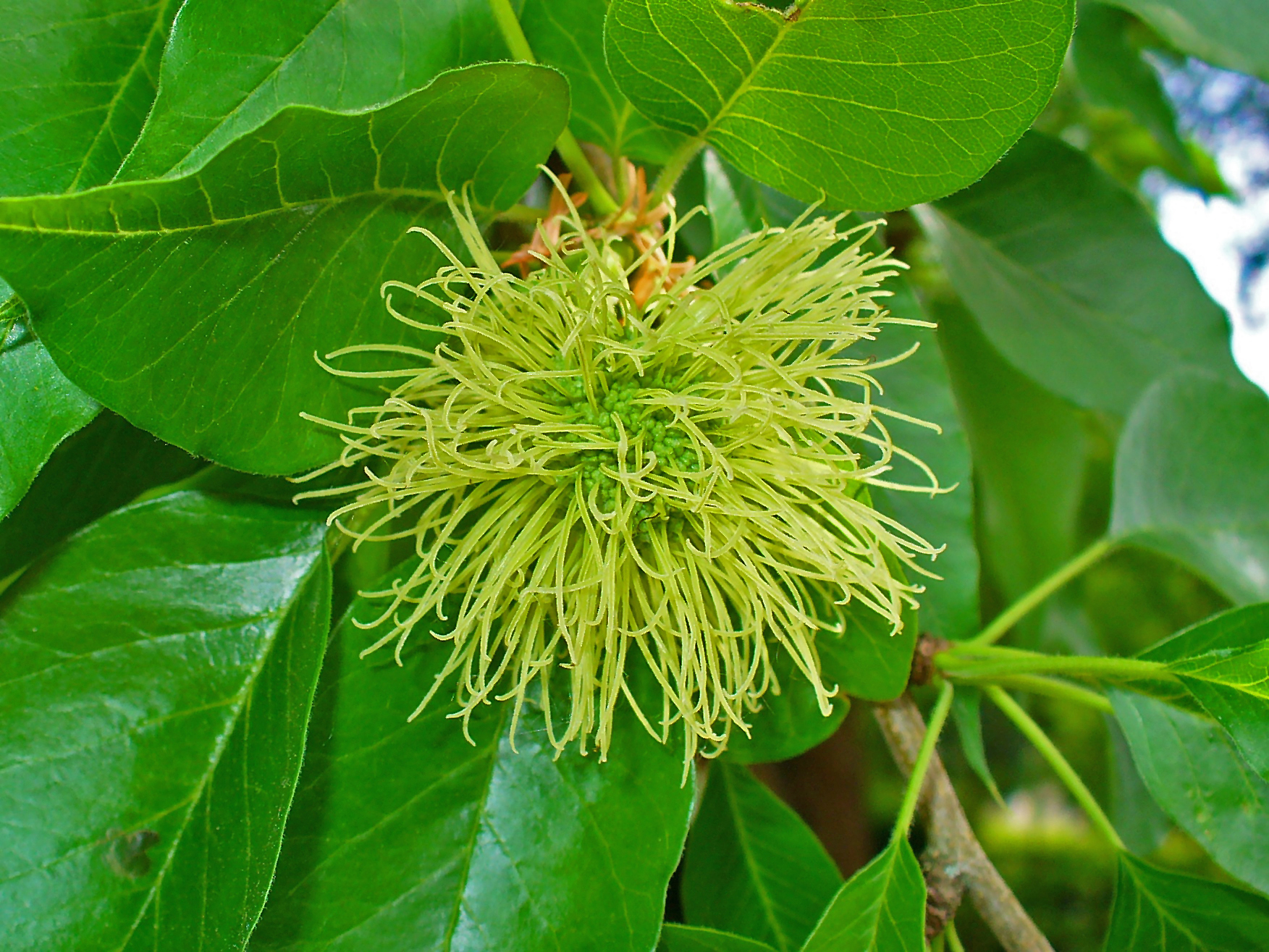
Inflorescence femelle.
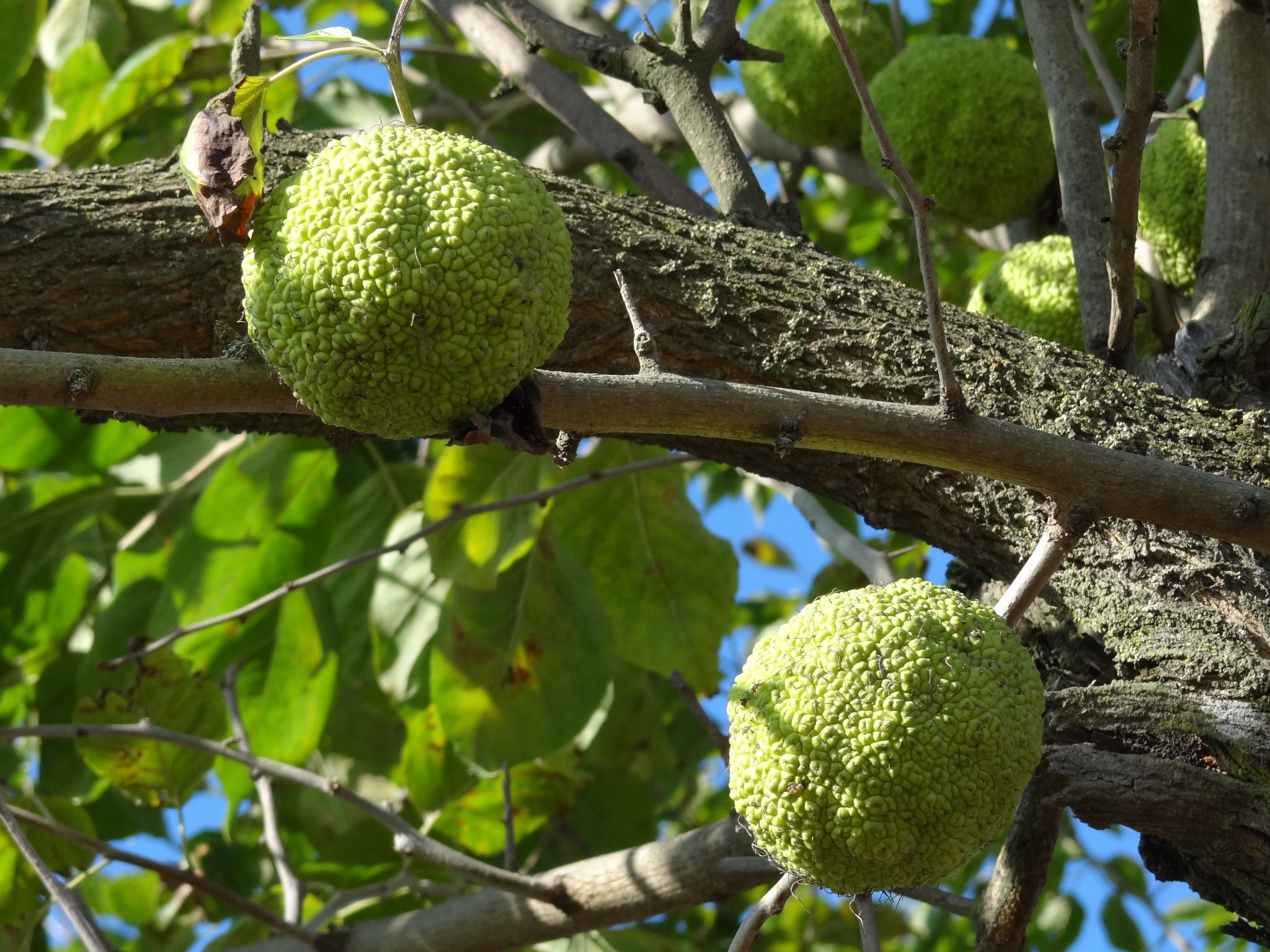
Fruits sur les branches.
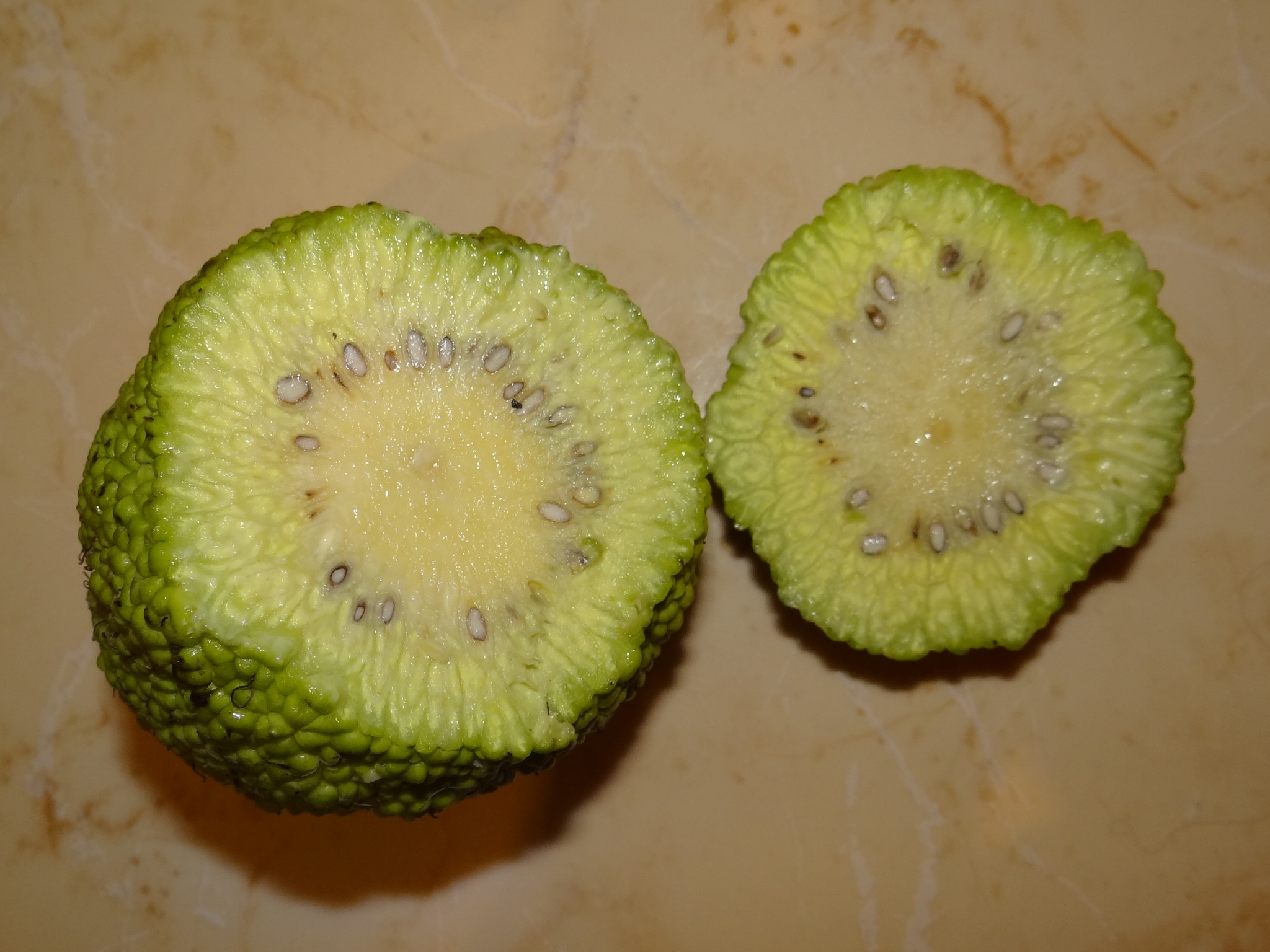
Fruit en coupe.

L'oranger des Osages est une plante dioïque. Les fleurs staminées (mâles) sont vert pâle, petites et disposées en racèmes portés sur un pédoncule développé à partir de l'aisselle des feuilles des rameaux de l'année précédente. Elles disposent d'un calice poilu à quatre lobes ; les quatre étamines sont insérées en regard des lobes du calice, sur la marge d'un disque mince. Les fleurs pistillées (femelles) forment une tête sphérique dense à plusieurs fleurs qui apparaît à l'aisselle de la croissance de l'année en cours sur un pédoncule court et puissant. Chaque fleur a un calice poilu à quatre lobes avec des lobes concaves épais qui investissent l'ovaire et entourent le fruit.
En l'absence de pieds mâles, les pieds femelles forment des fruits stériles. Les pieds femelles produisent des fruits verts de la taille d'une orange ou plus gros avec une surface rugueuse. En fait, il ne s'agit pas d'un fruit simple mais (comme pour la jacque ou le fruit à pain) d'une infrutescence, c'est-à-dire, d'une agglomération d'un ensemble de fruits issus d'une multitude de fleurs. L'intérieur du fruit est blanc, compact, homogène avec de petits pépins marron foncé de forme oblongue. Le fruit exhale un parfum citronné légèrement épicé.
Les fruits contiennent un jus laiteux qui suinte lorsque le fruit est endommagé ou coupé.
L'espèce utilise aussi le bouturage comme autre mode de reproduction. C'est la raison pour laquelle la plupart des orangers des Osages penchent jusqu'à rupture du tronc : la partie tombée à terre refait des racines et donne un nouvel arbre. On utilise également le terme d'« arbre rampant » pour désigner cette stratégie. On peut obtenir de nouveaux plants simplement en mettant un fruit entier dans de la tourbe humide ; au bout de quelques mois apparaissent de jeunes pousses.

## Aire de répartition
Il est originaire d'Amérique du Nord et plus précisément du sud-est de l'Oklahoma, du sud-ouest de l'Arkansas et du nord-est du Texas. On le trouve aussi dans le Missouri, proche du Mississippi. Il n'est jamais très abondant.

## Culture
M. pomifera préfère un sol profond et fertile, mais il peut s'adapter à des terrains même pauvres. Sa croissance est rapide et peut atteindre un à deux mètres de long par an. Il supporte très bien la taille et peut être utilisé en haie. Il est remarquablement exempt d'attaques d'insectes et de maladies fongiques. Un cultivar mâle sans épines existe et est végétativement reproduit à des fins ornementales.
L'Oranger des Osages est rustique jusqu'à environ -15 °C.
Multiplication par semis en automne. Comme l’extraction des graines renfermées dans un suc collant est assez fastidieuse, on peut le plonger dans un seau d’eau afin qu’il se ramollisse ou enterrer le fruit entier dans de la tourbe humide. Généralement les plantules apparaissent au printemps. Il suffit de les séparer et de les élever en pleine terre ou en pot.

## Utilisation

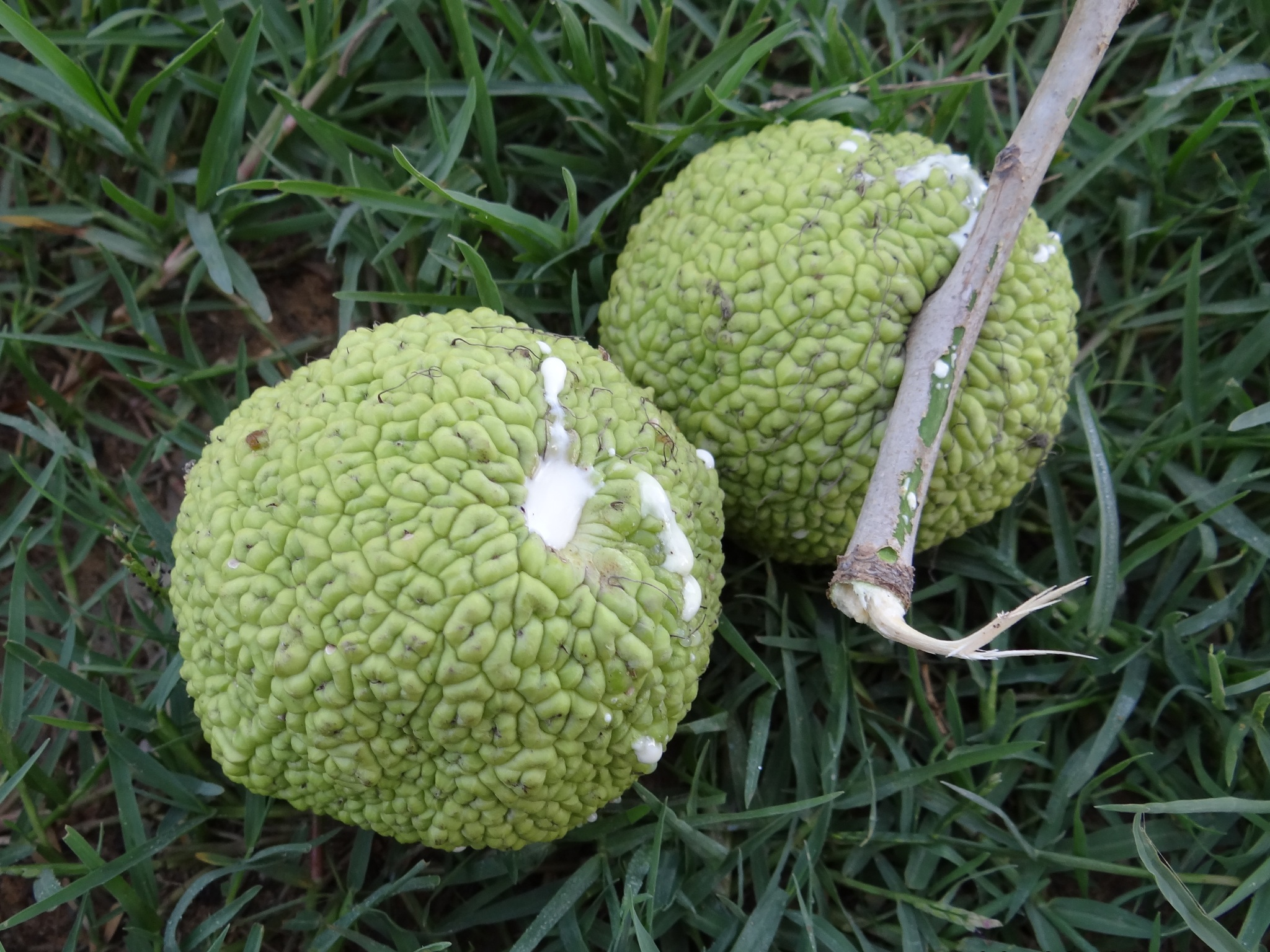
Latex suintant de deux fruits.

Il est planté comme arbre d'ornement et de collection en zone tempérée, notamment en France. L'arbre est couramment utilisé comme haie brise-vent dans les Etats Américains des grandes plaines. Il était l'un des arbres principaux utilisés par le président Franklin Delano Roosevelt dans le projet Shelterbelt lancé en 1934 pour modifier la météo et prévenir l'érosion des sols dans les États des grandes plaines. En 1942 ont été plantés 30 000 brise-vent contenant 220 millions d'arbres qui s'étendaient sur 30 000 km. Les arbres épineux ont également été plantés comme des haies dissuasives pour le bétail avant l'introduction de fils de fer barbelés[réf. nécessaire]. L'espèce est ensuite devenue une source importante de poteaux de clôture.
Le fruit n'est pas comestible à cause de son amertume. Les Indiens de la tribu des Osages (apparentée aux Sioux), se servaient du latex laiteux contenu dans le fruit (et dans les autres organes) pour se peindre le visage et teindre leurs vêtements. Ce latex jaunit en effet au contact de l'air.

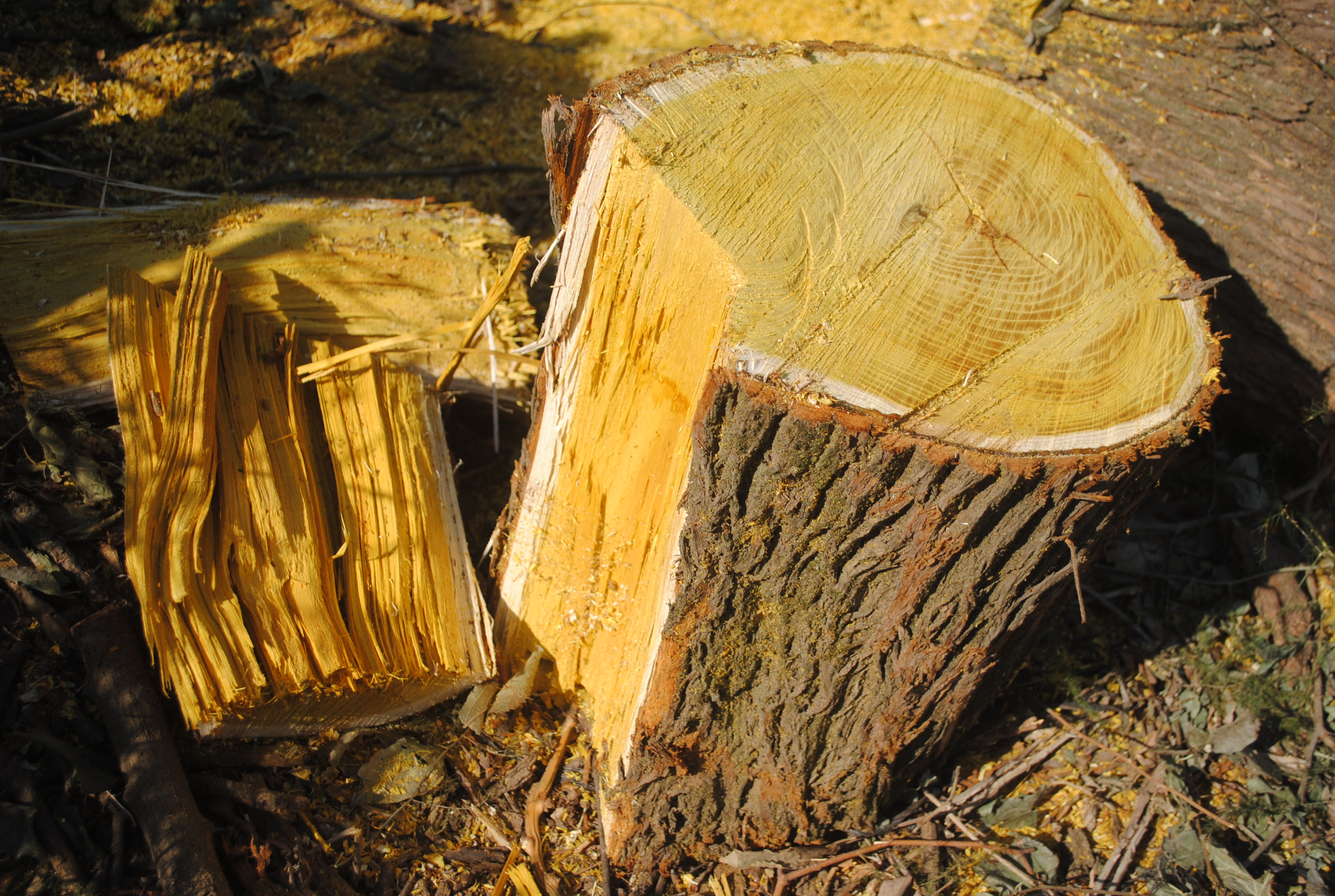
Section du tronc d'un oranger des oasages.

Le bois fut aussi utilisé pour la fabrication de leurs arcs, d'où le nom vernaculaire de bois d'arc parfois donné à cet arbre. Le bois jaune-orange, lourd, à grain fin, est très dense et très apprécié pour les manches d'outils, poteaux de clôture, et d'autres applications nécessitant un bois fort et indéformable qui résiste à la pourriture.
Une fois sec, le bois a le plus haut pouvoir calorifique de tous les bois nord-américains couramment disponibles. Il brûle longtemps et chaudement, mais ne doit pas être utilisé dans les cheminées ouvertes sans écran de protection, parce qu'il est très enclin à éclater et peut envoyer des étincelles et de petites braises à plusieurs mètres du foyer.
Contrairement à de nombreux bois, le bois d'oranger des Osages est très durable au contact du sol. Il fait de bons poteaux de clôture, à la fois solides et durables. Ils sont généralement plantés en vert parce que le bois sec est trop difficile à agrafer. Ce bois est 2,5 fois plus dur que le chêne blanc (Quercus alba) et a deux fois sa résistance à la traction.
Bien que l'on pense généralement que les orangers des Osages repoussent les insectes, il n'y a pas suffisamment de preuves pour appuyer cela. La recherche a montré que les composés extraits du fruit, lorsqu'ils sont concentrés, peuvent repousser les insectes. Cependant, les concentrations naturelles de ces composés dans les fruits sont beaucoup trop basses pour faire du fruit un répulsif efficace des insectes. Dans la région de Saint-Louis, dans le Missouri, au bord du Mississippi, les fruits sont toutefois utilisés et vendus sur les marchés fermiers pour chasser les mouches.
En Europe de l'Est, la médecine traditionnelle l'utilise contre les rhumatismes, pour la cicatrisation des blessures ou encore en tant qu'antibiotique, ainsi que pour stimuler l'activité cardiaque.
Dans la nature, ces fruits ne sont pratiquement pas consommés par les animaux, en dehors des écureuils qui recherchent les graines. Il est peu habituel qu'un gros fruit charnu ne soit pas consommé par des animaux dispersant les graines. L'hypothèse a été émise récemment que ses fruits étaient autrefois consommés par le Megatherium, éteint peu après les premiers peuplements humains sur le nouveau monde. Les chevaux, qui existaient en Amérique du Nord mais avaient disparu avant l'arrivée des Européens, peuvent les consommer.